# François Désiré Roulin
Pour les personnes ayant le même patronyme, voir Roulin.
François Désiré Roulin, né à Rennes le 1er août 1796, et mort à Paris le 5 juin 1874, est un médecin, explorateur, illustrateur et naturaliste français.
Il explore l'Amérique du Sud au cours de plusieurs expéditions, observe la nature et les animaux. Il les dessine, contribue à illustrer le Règne animal de Cuvier. Il publie le résultat de ses travaux, devient bibliothécaire de l'Institut et membre libre de l'Académie des sciences.

## Biographie

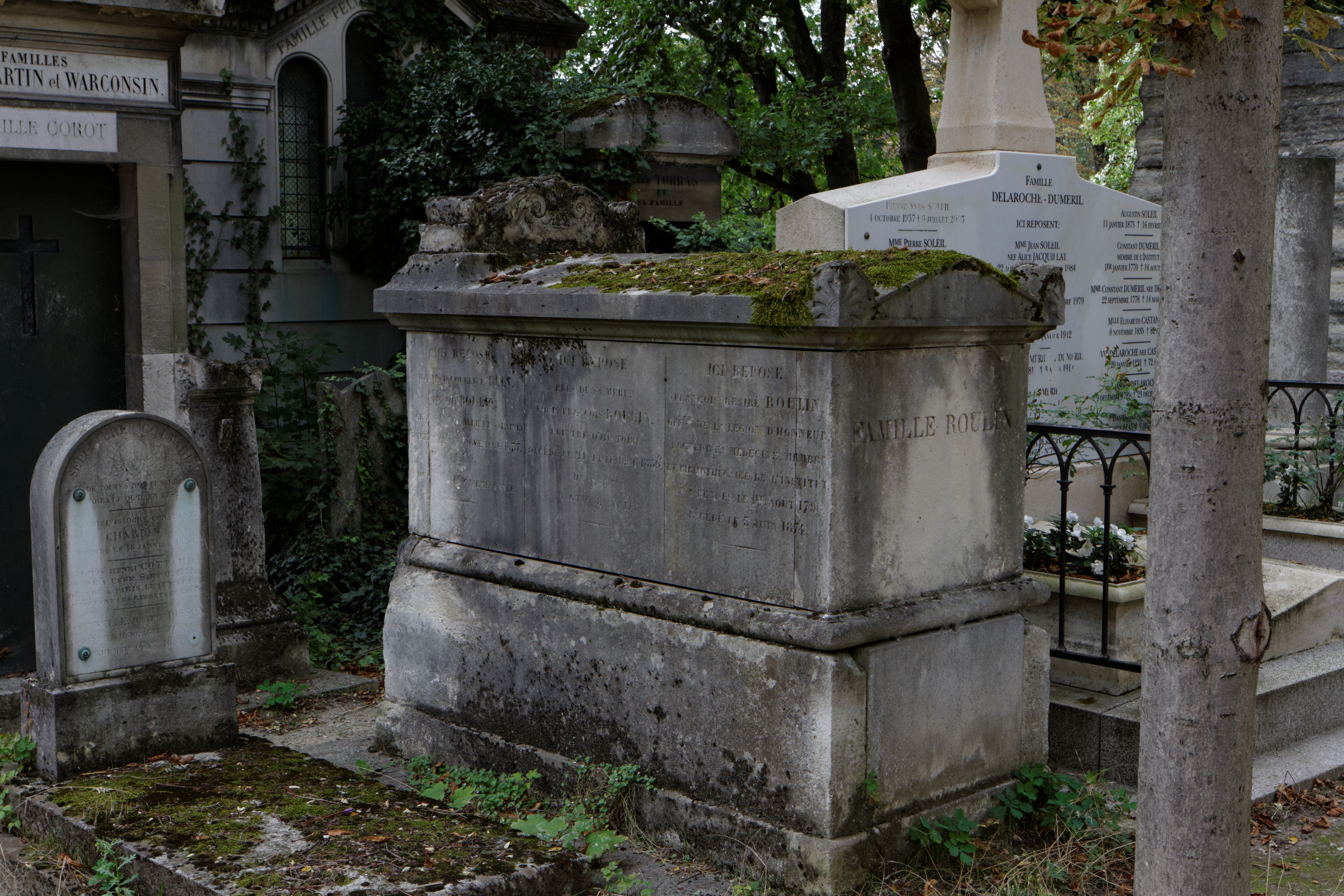
Tombe au cimetière du Père-Lachaise.

François Désiré Roulin étudie d'abord au lycée de Rennes. Puis il intègre l'École polytechnique mais fait partie des élèves qui sont licenciés en 1815 pour leur attitude bonapartiste et anti-royaliste. Il entreprend alors ses études de médecine.
De 1821 à 1828, Roulin parcourt et observe l'Amérique du Sud, devenant un expert de l'histoire naturelle de cette région. C'est à la demande du gouvernement colombien qu'il s'y est rendu, pour poser les bases de l'enseignement des sciences naturelles. En 1824, il est le médecin de l'expédition financée par le gouvernement colombien pour remonter le cours du Río Meta, affluent de l'Orénoque.
Il participe ensuite à d'autres expéditions qui lui permettent d'explorer la Colombie, le Venezuela, le Pérou, l'Équateur, et pendant lesquelles il ne cesse d'observer la nature et les animaux, de les peindre ou de les dessiner, fournissant ainsi à son retour de précieuses illustrations au Règne animal de Georges Cuvier (1769-1832), par Gaspard Theodore Mollien dans Voyage la République de Colombie.  Plusieurs de ses aquarelles ont été employées (avec des modifications mineures) pour les gravures qui ornaient Voyage pittoresque dans les deux Amériques (Paris, 1836), un livre d'Alcide Dessalines d'Orbigny.  Le portrait qu'il fait de Simon Bolivar sert de base à la réalisation d'une statue monumentale.
De retour en France en 1829, il est nommé sous-bibliothécaire puis bibliothécaire de l'Institut, mais il se consacre surtout aux travaux scientifiques issus de ses observations. Il publie un grand nombre d'articles dans des revues telles que Le Globe, Le Temps, la Revue des deux Mondes, Le Magasin pittoresque. Il est élu membre libre de l'Académie des sciences en 1865.
Il épouse en 1818 Manette Blin, fille du député Joseph Blin (1764-1834), et est l'oncle du mathématicien Joseph Bertrand (1822-1900) et de l'archéologue Alexandre Bertrand (1820-1902).
Il est membre de l'Institut et officier de la Légion d'honneur.
Roulin meurt à Paris le 5 juin 1874 et est enterré au cimetière du Père-Lachaise (25e division).

## Iconographie

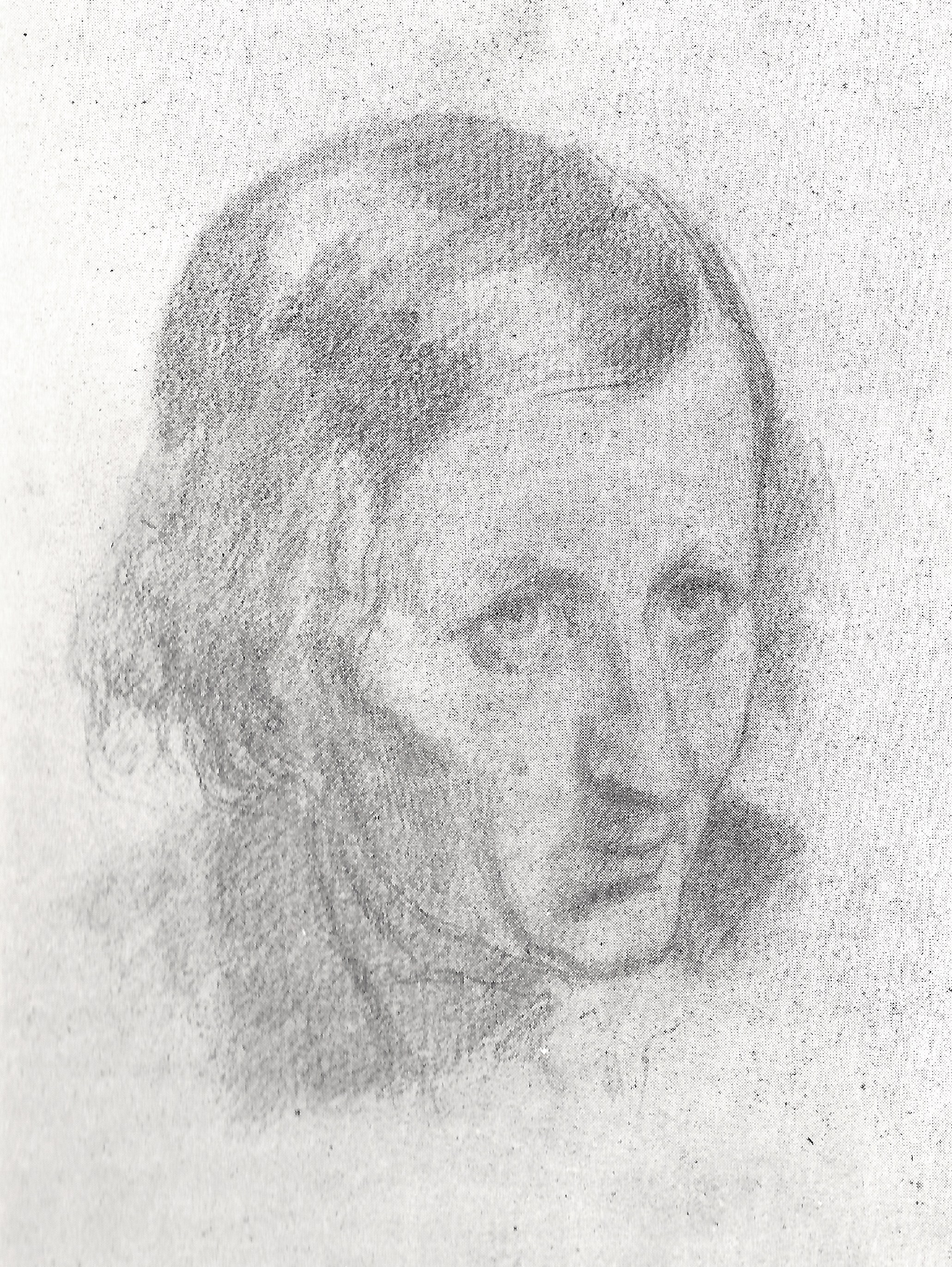
Désiré Roulin, portrait au crayon par Héloïse Leloir, XIXe siècle.

- Le sculpteur David d'Angers a réalisé un médaillon représentant Désiré Roulin en 1832. Un exemplaire est conservé à Paris au musée du Louvre[3].
- Héloïse Leloir (1820-1873) en a fait un portrait au crayon[4].
- Alexandre Colin a peint un tableau le représentant en explorateur[5].
- L'Institut a fait sculpter[Par qui ?] son buste en 1875, peu après sa mort[6].